# Fultondale, Alabama
Fultondale là một thành phố thuộc quận Jefferson, tiểu bang Alabama, Hoa Kỳ. Dân số năm 2009 là 6993 người, mật độ đạt 221 người/km².